# Groot-tandzaagvis
De groot-tandzaagvis (Pristis perotteti) is een zaagvis uit de familie Pristidae. De soort komt voor in tropische en subtropische delen van de Atlantische- en Grote Oceaan. De soort is mogelijk uitgestorven in het oostelijke deel van de Atlantische Oceaan. Soms zwemt deze soort ook in zoet water. Er zijn zelfs exemplaren gevonden in het Meer van Nicaragua.
Deze soort kan 6,5 meter lang worden en 591 kg wegen.

## Taxonomie
Er zijn meerdere verwarringen rondom deze soort. Door sommige biologen wordt P. microdon (groottandzaagvis) gezien als een synoniem van P. perotteti en het is onzeker op welke soort de naam P. microdon betrekking heeft (de originele beschrijving miste een type). Ook de populatie in het oosten van de Grote Oceaan kan een aparte soort zijn.

## Status op de rode lijst
In de jaren 1960 bestond er nog een uitgebreide, lucratieve visserij op deze zaagvis in het Meer van Nicaragua. In de jaren 1990 was daar weinig meer van over. In 2000 werd de zaagvis nog sterk bevist aan de noordkust van Brazilië. De zaagvis is gewild om zijn vlees, zijn huid (als leer), zijn zaagsnuit (als trofee) en mogelijk ook om de vinnen. Vissers melden een voortdurende achteruitgang in het bestand tussen 1985 en 2000. Verder lijdt de populatie door habitataantasting, speciaal het verdwijnen van mangrovebossen langs de kusten. Door dit alles heeft deze zaagvis de status van ernstig bedreigde soort.